# Oxygonum schliebenii
Oxygonum schliebenii är en slideväxtart som beskrevs av Gottfried Wilhelm Johannes Mildbraed. Oxygonum schliebenii ingår i släktet Oxygonum och familjen slideväxter. Inga underarter finns listade i Catalogue of Life.